# Narcissus hispanicus
Narcissus hispanicus är en amaryllisväxtart som beskrevs av Antoine Gouan. Narcissus hispanicus ingår i släktet narcisser, och familjen amaryllisväxter. Inga underarter finns listade i Catalogue of Life.

## Bildgalleri

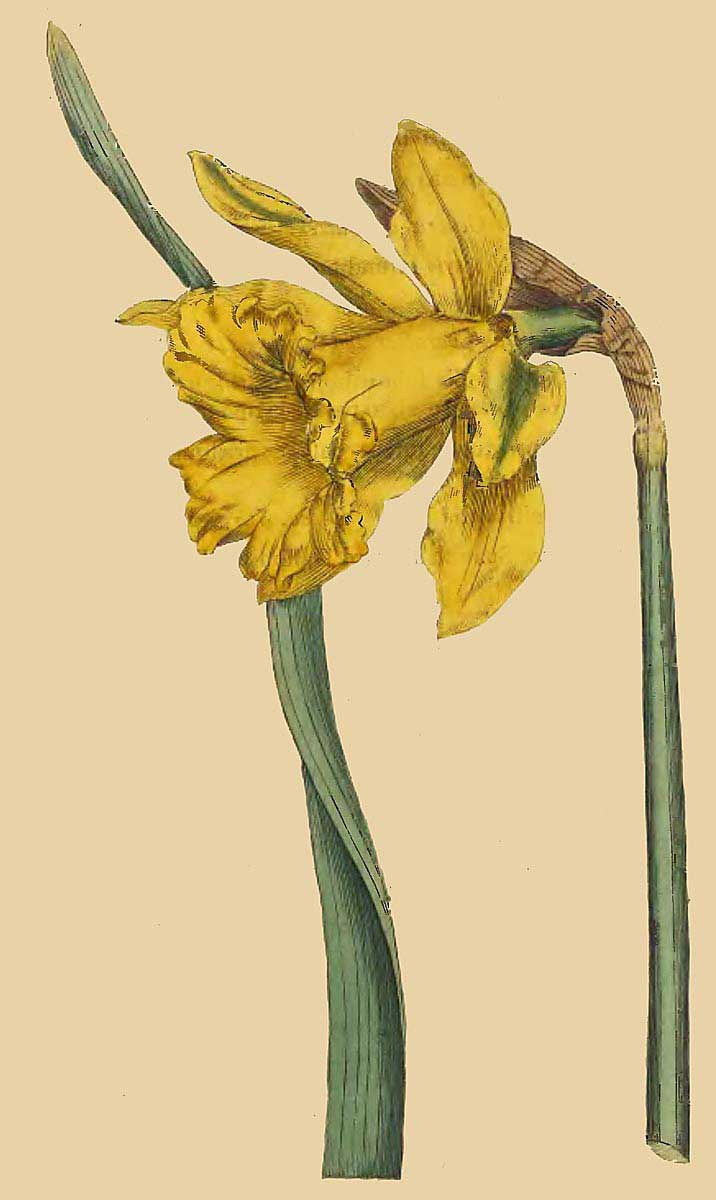
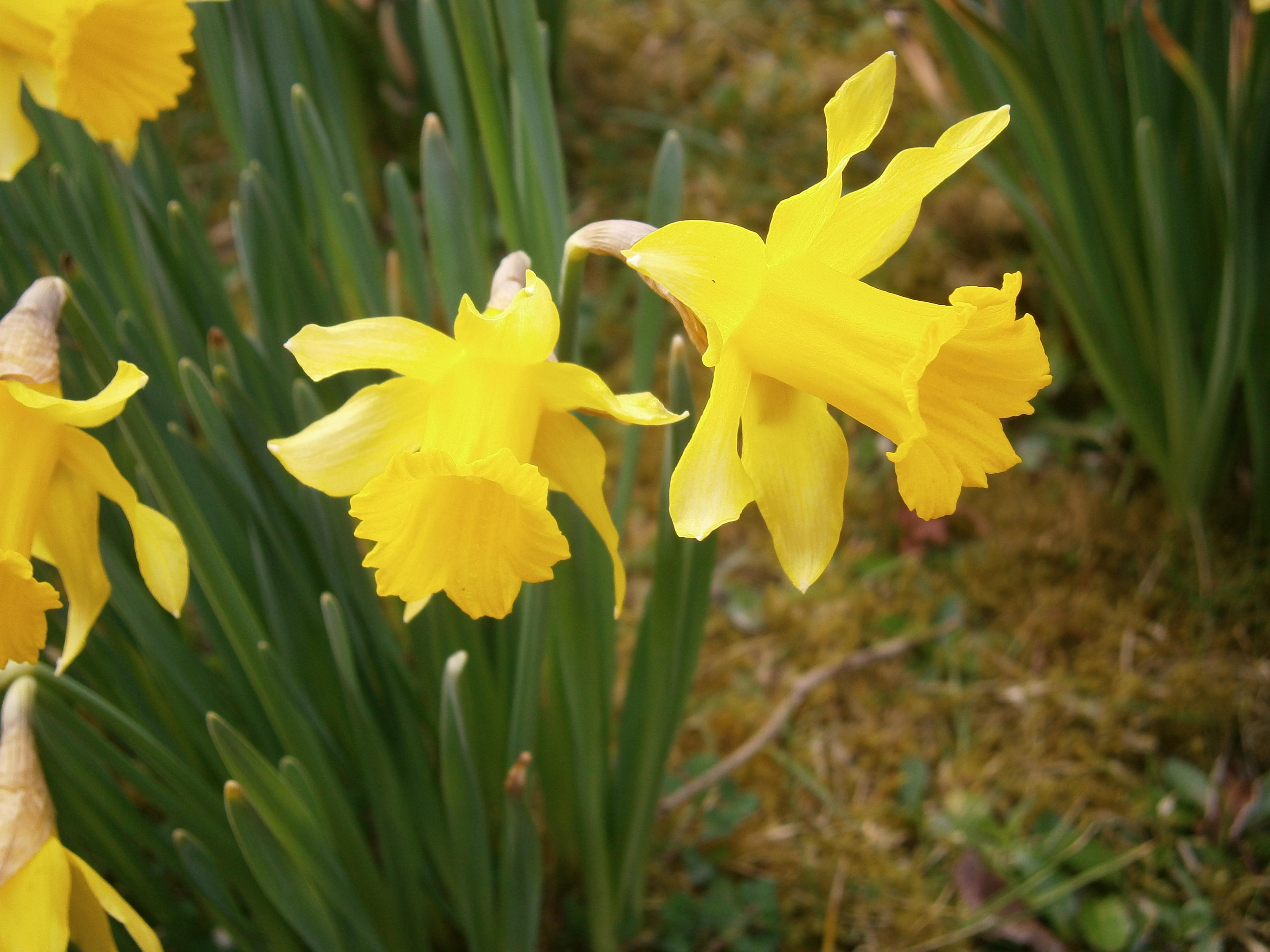
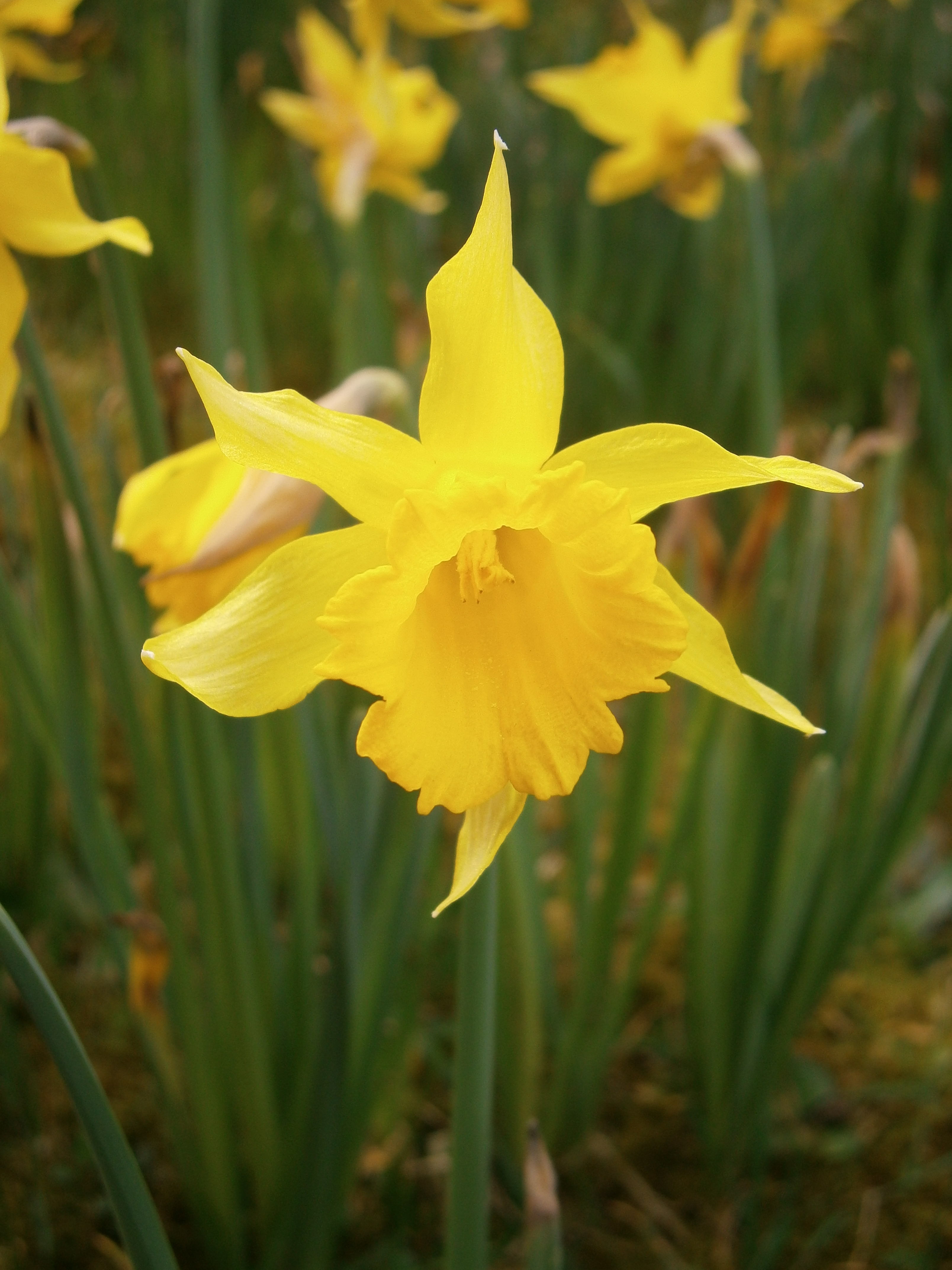
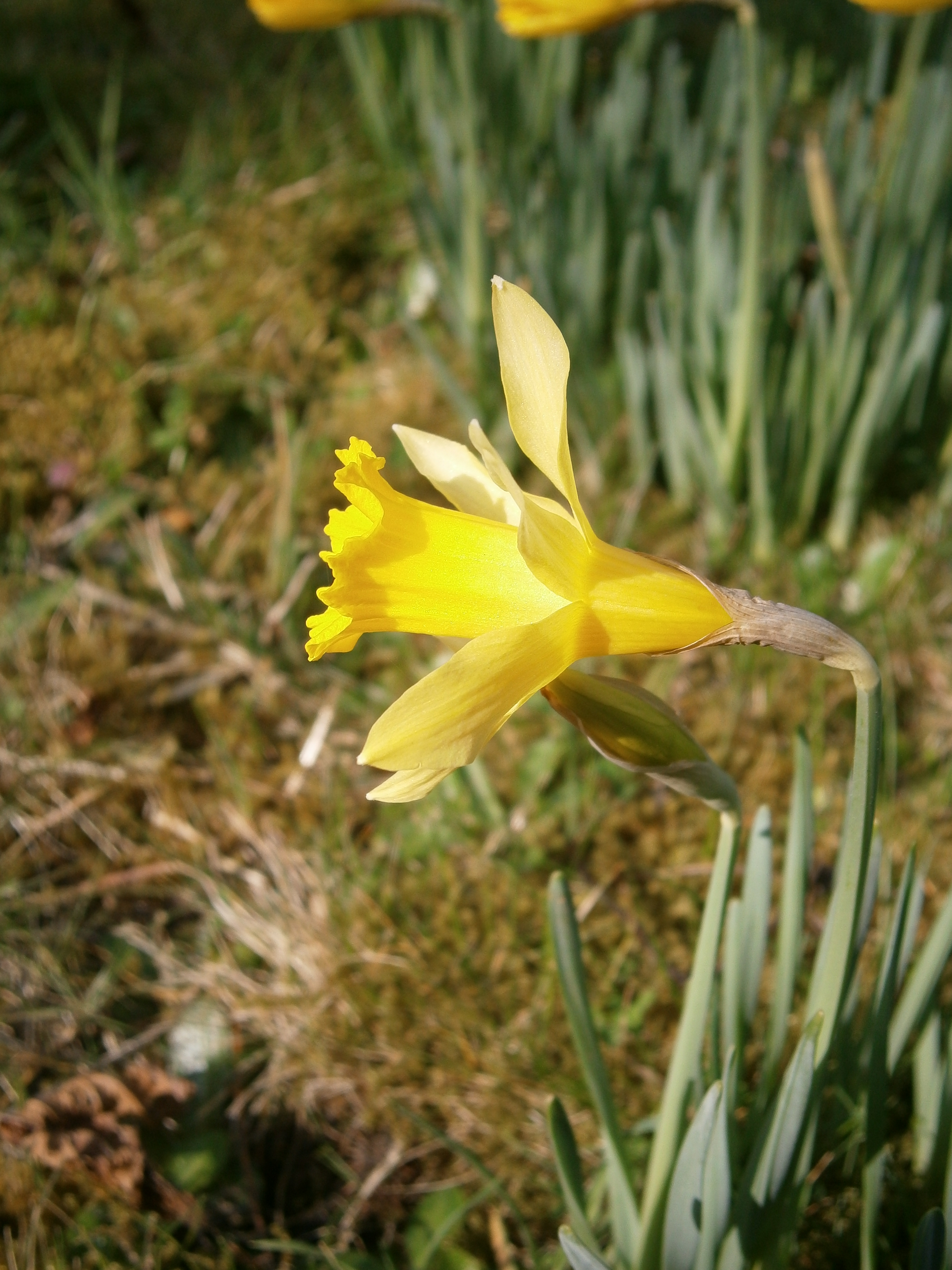
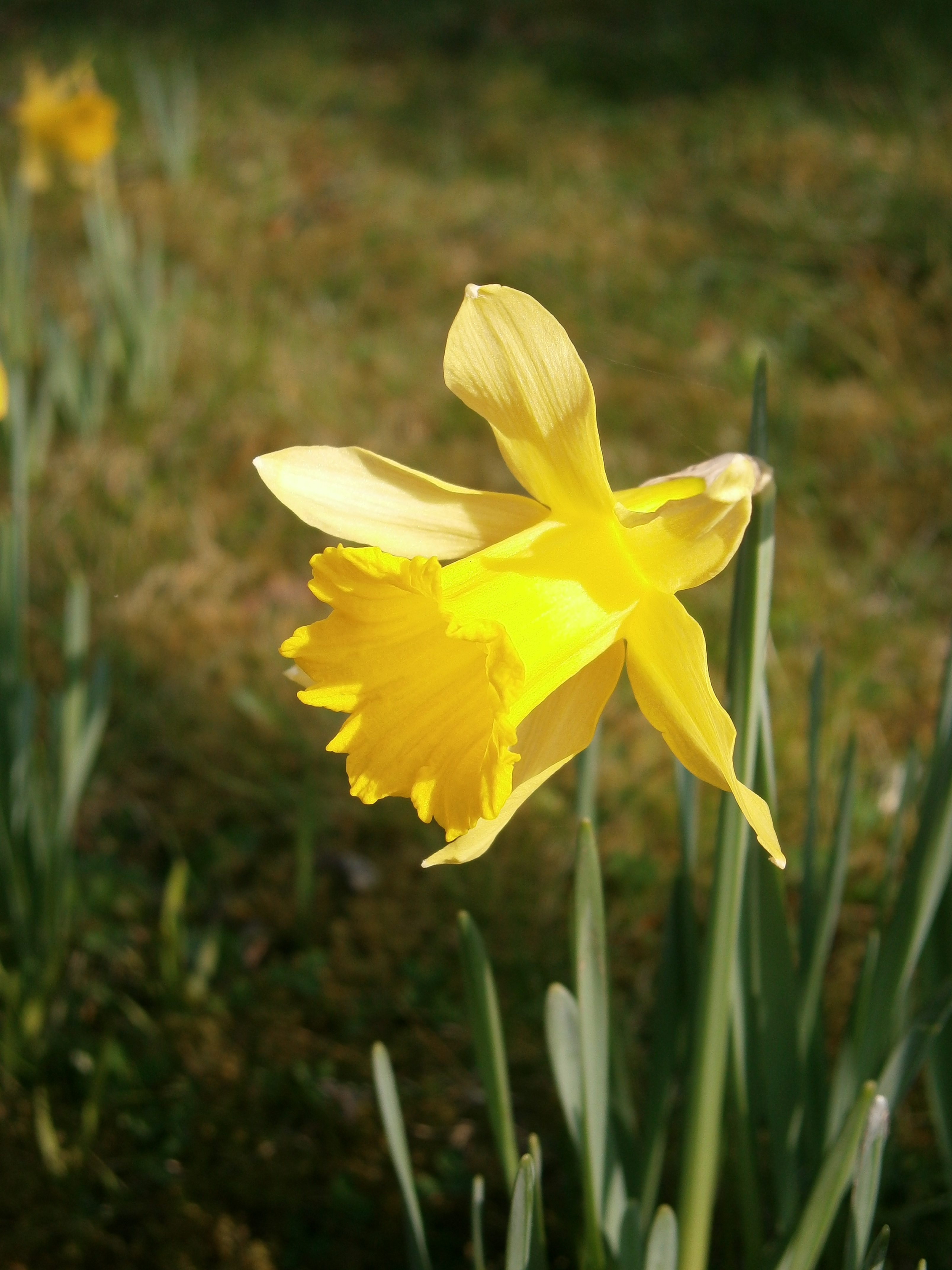
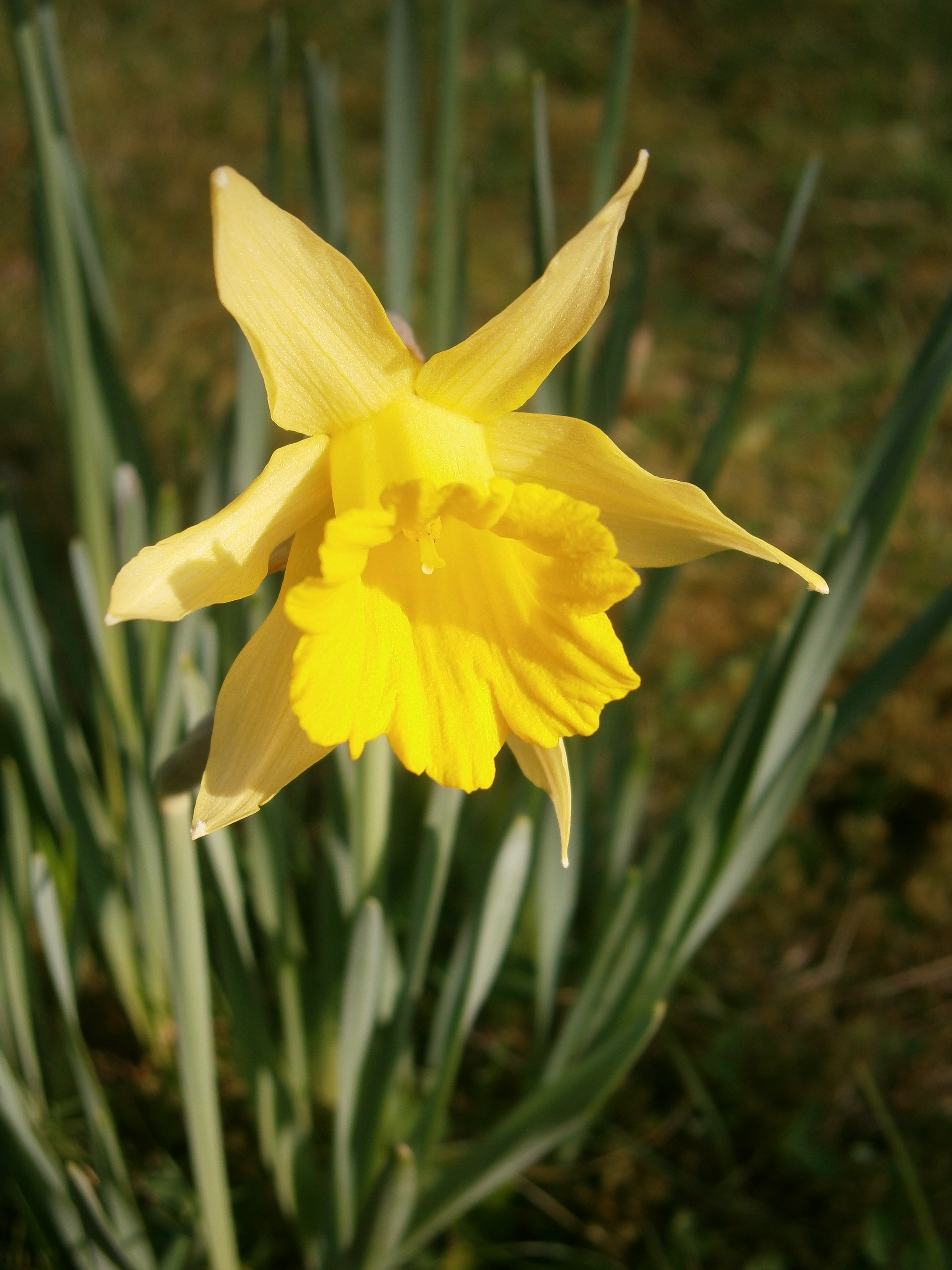